# 矢本インターチェンジ
矢本インターチェンジ（やもとインターチェンジ）は、宮城県東松島市にある三陸沿岸道路のインターチェンジである。

## 道路
- E45 三陸道（9番）

## 接続道路
- 宮城県道43号矢本河南線

## 周辺
- 東松島市役所
- イオンタウン矢本
- 航空自衛隊松島基地

## 隣
E45 三陸道
(8) 鳴瀬奥松島IC - 矢本PA - (9) 矢本IC - (10) 石巻港IC